# 森巧尚
森巧尚（もり よしなお、1966年 - ）は、日本のゲームクリエイター。兵庫県宝塚市在住。

## 人物
1980年代は電波新聞社が発行するパソコン雑誌『マイコンBASICマガジン（以下『ベーマガ』）』に創刊初期からベーシックマスターを使用したゲーム作品を投稿にて発表する（『フルーツ・カメレオン』マイコンBASICマガジン 1982年6月号--参照）。後に、高橋はるみをモチーフとした、自身初のPC-8001対応作品である「STOP!はるみちゃん」を同じく『ベーマガ』にて発表（ちなみに当時の記事も先に高橋が執筆した記事のパロディ）。この一作がきっかけとなり、以降は高橋が所属する「フォーサイト企画部」に森も参加、不定期に『月刊マイコン』、『ベーマガ』に記事を執筆する。また、パソコンゲーム関連の書籍を発表するようになる。代表作は『TARGET』（PC-8001、月刊マイコン掲載ゲーム）など。
2001年以降は、フリーでフラッシュを使用したゲーム製作の活動を行っている。
2015年頃よりPythonやUnityなど主に初心者向けのプログラミングに関する書籍を出版している。

## 主な著書
- 『マイコンBASICマガジン別冊 森巧尚のBASIC MAGIC』（電波新聞社）
- 『FM-7 森くんのゲーム・コレクション PART1』（ナツメ社）
- 『PC-6001mkII 森くんのコンピュータ・ミュージック入門』（ナツメ社）
- 『FM-7 森くんのサウンド・ミュージック入門』（ナツメ社）
- 『PC-8801+mk=@77DFマシン語プログラミング入門』（ナツメ社）
- 『GO!GO!FLASH5 ゲームを作ろう編』（エーアイ出版）
- 『ActionScript+CGIプログラミング―Macromedia Flash5/MX』（ソフトバンククリエイティブ）
- 『おしえて!!FLASH MX2004 ActionScript』（毎日コミュニケーションズ）
- 『おしえて!!FLASH 8 ActionScript』（毎日コミュニケーションズ）
- 『Flash プロフェッショナル・スタイル CS3対応』（毎日コミュニケーションズ）
- 『基本からしっかりわかるActionScript 3.0』（毎日コミュニケーションズ）
- 『よくわかるiPhoneアプリ開発の教科書』（毎日コミュニケーションズ）

## 関連人物
- 高橋はるみ